# إكايتش ساييس
إكايتش ساييس سيستياغا (بالإسبانية: Ekaitz Saies Sistiaga، ولد في 2 مارس 1982، سان سباستيان، غيبوثكوا، إسبانيا) رياضي إسباني، يتنافس في رياضة كانو- كاياك (الكانوي)، يتخصص في سباق الكاياك (Kayak).
حصل على ميداليتين ذهبيتين في بطولات العالم للكانو كاياك.

## إنجازاته

### بطولة العالم للكانو كاياك (الكانوي)
- 2009 دارتموث  كندا:  ميدالية ذهبية في سباق الكاياك «كي 1» لمسافة 4×200 متر تتابع.
- 2011 سزيغت  المجر:  ميدالية ذهبية في سباق الكاياك «كي 1» لمسافة 4×200 متر تتابع.

### بطولة أوروبا للكانو كاياك (الكانوي)
- 2009 براندنبورغ  ألمانيا:  ميدالية برونزية في سباق الكاياك «كي 1» لمسافة 4×200 متر تتابع.